# Autoblinda AB41
De Autoblinda AB41 was een Italiaanse pantserwagen die werd gebruikt tijdens de Tweede Wereldoorlog. Het was bewapend met een 20mm-Breda kanon en machinegeweren. Bij de overgave van Italië waren er ongeveer 400 exemplaren van gebouwd. Het Duitse leger heeft het voertuig nadien ook gebruikt.

## Beschrijving
Italië was reeds voor het uitbreken van de Tweede Wereldoorlog in Europa al militair actief in Noord-Afrika en Ethiopië. Het had alleen verouderde pantservoertuigen en in 1939 had de koloniale politie en leger behoefte aan een nieuwe pantserwagen. De wensen werden bij elkaar gelegd met de Autoblinda AB40 als resultaat. SPA, een dochteronderneming van autoproducent Fiat, en Ansaldo-Fossati waren betrokken bij de productie. De eerste exemplaren bereikten Libië in 1941. Het productietempo was laag en er zijn maar 24 exemplaren van gemaakt.

### AB40
Het had een bemanning van vier, waarvan twee chauffeurs, een voor voor- en een voor achteruitrijden, een schutter en een commandant. De toegangsdeuren waren geplaatst tussen het reserve- en de achterwiel. De motor was niet afgescheiden van de bemanning; zij stonden direct bloot aan het lawaai en de warmte van de motor. De gevechtstoren was uitgerust met twee machinegeweren en er was ook een machinegeweer in de romp naar achteren gericht. De motor was een 80 pk benzinemotor. In plaats van de machinegeweren wilde men ook een uitvoering met een 20mm-kanon. Dit idee leidde tot het staken van de productie van de AB40 waar een verbeterde versie, de AB41, voor in de plaats kwam.

### AB41
De productie van de AB41 startte in 1941. Het pantser was, net als bij de AB40, bevestigd met klinknagels. Het was maximaal 17 mm dik en aan de zijkanten 9 mm. De nieuwe en grotere gevechtstoren werd ook toegepast op de Fiat L6/40 tank. De hoofdbewapening was een 20mm-kanon, dat tegen land- en luchtdoelen ingezet kon worden. Een 8mm-machinegeweer was naast het kanon geplaatst; het naar achteren gerichte machinegeweer bleef onderdeel van de uitrusting. De toren was echter te klein voor twee personen waardoor niet alle wapens even effectief ingezet konden worden. Er konden 456 20mm granaten en 1.992 8mm patronen worden meegenomen.
Alle vier de wielen van het voertuig konden gestuurd worden; dit maakte het wendbaar, maar was een gevaar bij hoge snelheden. De zescilinder watergekoelde benzinemotor was achterin geplaatst en was aangesloten op een versnellingsbak met zes versnellingen vooruit en vier achteruit. Het voertuig kon in beide richtingen ongeveer even hard rijden. In totaal zijn er ongeveer 550 exemplaren van gemaakt.
Twee reservewielen waren aan beide zijden van het voertuig gemonteerd. Deze konden vrij ronddraaien en hielpen het voertuig obstakels te nemen. Er waren ook stalen wielen voor het gebruik op spoorrails, deze versie kreeg de naam AB41 Ferroviaria. Het chassis is ook gebruikt voor de SPA-Viberti AS.42.
In 1943 is er nog gewerkt aan een opvolger, de AB43. Deze zou uitgerust worden met een 47mm-kanon, maar is nooit in productie genomen.

## In actie
De AB41 is veelvuldig ingezet tijdens de Tweede Wereldoorlog in Noord-Afrika, Italië, in de Balkan en aan het Oostfront in Rusland.
Na de Italiaanse overgave nam het Duitse leger het voertuig in gebruik. Ongeveer 57 exemplaren werden overgenomen en later zijn er nog 120 bijgebouwd. De Duitse naam werd Panzerspähwagen AB41 201(i).

## Fotogalerij

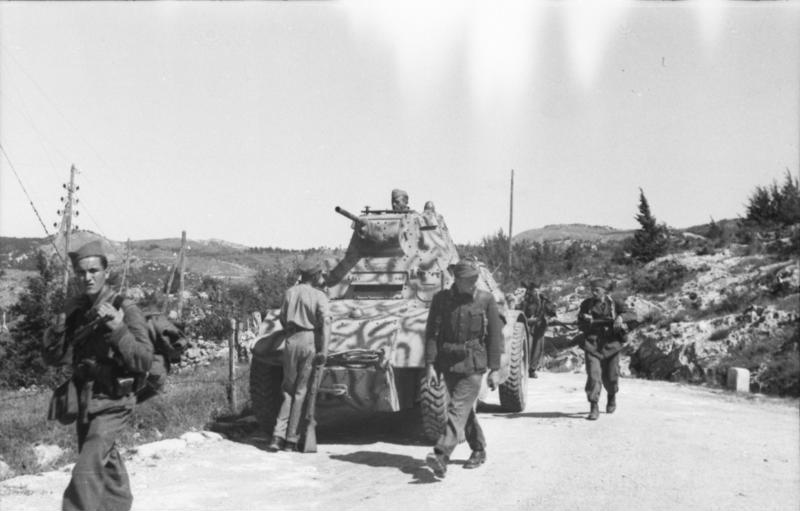
AB41 in de Balkan
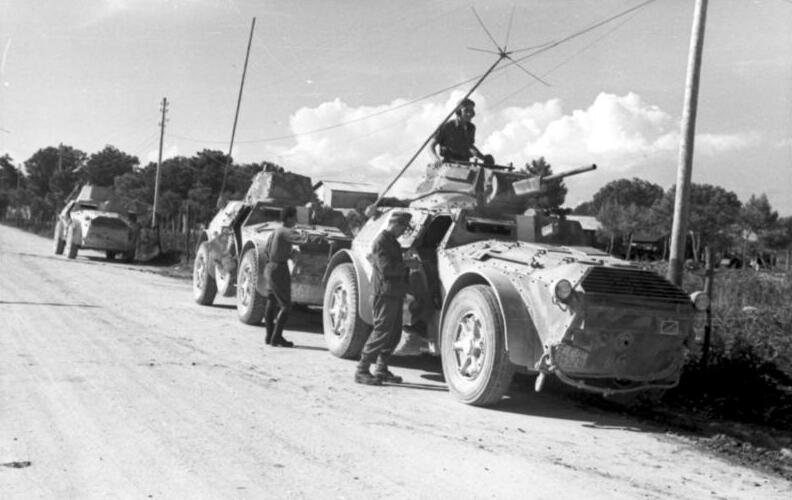
AB41 in de Balkan
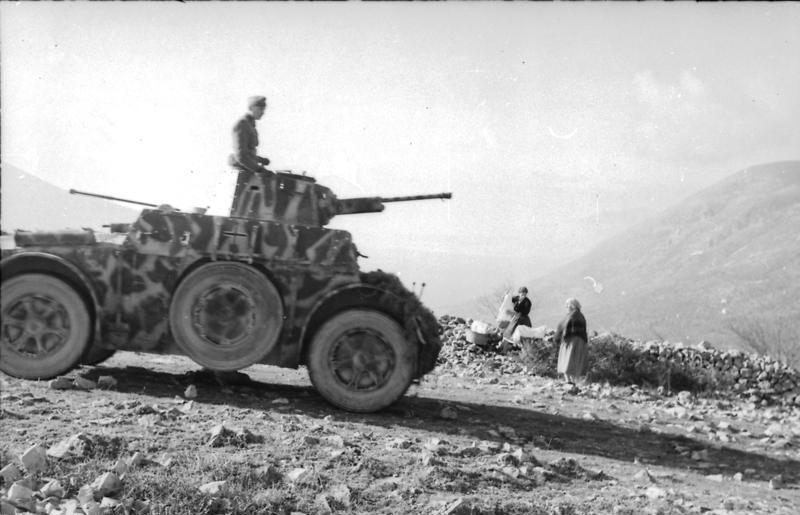
Panzerspähwagen AB41 201(i) in de bergen
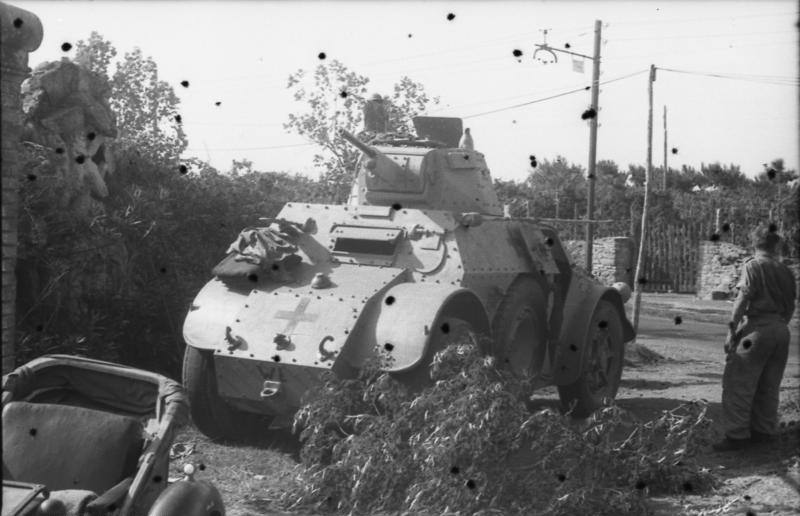
Panzerspähwagen AB41 201(i) foto genomen in najaar 1943